# Дикманова кондензација
Дикманова кондензација је интрамолекулска хемијска реакција диестра са базом, чији је производ β-кетоестар. Названа је по немачком хемичару Волтеру Дикману (1869-1925). Ова реакција је еквивалентна Клајзеновој кондензацији.

## Механизам реакције
Кисели атом водоника, који се налази између две карбонилне групе је депротонован у четвртом кораку. Протоновање Бренстед-Лауријевом киселином (нпр. H3O+) поново ствара β-кето естар. Овај корак депротоновања је кључни корак за одвијање реакције.
Услед стабилности петочланих и шесточланих прстенова, они ће бити главни продукти реакције. 1,4- и 1,6 диестри формирају петочлане цикличне β-кето естре, док 1,5- и 1,7 диестри формирају шесточлане β-кето естре.
| Animation zum Reaktionsmechanismus der Dieckmann-Kondensation |
| анимација механизма реакције                                  |